# Hussitterskjold
Hussitterskjoldet var den femkantede skjoldform, som benyttedes i den Tjekkoslovakiske Socialistiske Republiks våben i perioden 1948–1990. Skjoldet er lige afskåret nedad og spidst foroven og skal minde om det 15. århundredes religionskrige, hvor en lignende skjoldform undertiden blev benyttet. Kommunisterne ønskede at henvise til den "hussitiske tradition". Hussitterskjoldet blev set som en særligt folkelig skjoldform i kontrast til adelens rytterskjold. Fodfolksskjoldet var grundlæggende uheraldisk, men havde den fordel, at der blev plads til den kommunistiske stjerne over løvens hoved. 

## Literatur
- Gert Oswald: Lexikon Heraldik. (side 208); Bibliographisches Institut, Leipzig 1984.